# George Osborne
George Gideon Oliver Osborne (Londres, 23 de mayo de 1971) es un político británico del partido Conservador y actual director del periódico británico Evening Standard. 
Fue canciller de la Hacienda durante todo el mandato de David Cameron como primer ministro, entre 2010 y 2016, y fue miembro del parlamento del Reino Unido para la circunscripción de Tatton desde 2001 y hasta 2016. Entre 2005 y 2010 fue Shadow Chancellor of The Exchequer británico (el miembro del Gabinete en la Sombra encargado de economía y finanzas). 
Es heredero por la familia de baronet Osborne de Ballentaylor en el condado de Tipperary (Irlanda), convirtiéndolo en miembro de lo que se conoce en Irlanda como the Ascendancy, la vieja aristocracia anglo-irlandesa.

## Biografía
Es hijo y heredero natural de sir Peter Osborne, director de la empresa de diseño textil Osborne & Little. Realizó sus estudios de primaria en Norland Place School y los de secundaria en St Paul's School, ambos centros situados en Londres; mientras que cursó los estudios universitarios en el Magdalen College de Oxford, graduándose en historia moderna. Allí fue editor de la revista universitaria Isis. 
Está casado con Frances Howell, de profesión escritora, e hija de David, barón Howell of Guildford, secretario de Estado de Energía y Transporte con Margaret Thatcher. El matrimonio tiene un niño y una niña, Luke (2001) y Liberty (2003).
Su nombre de pila es Gideon, pero se lo cambió por George a los 13 años. En una entrevista en julio de 2005, Osborne dijo: «Fue mi pequeño acto de rebeldía. Nunca me gustó (mi nombre). Cuando se lo comenté a mi madre, ella contestó: "Tampoco a mi". Así que decidí llamarme George, como mi abuelo, que fue un héroe de guerra. Llamarme George me hizo la vida más fácil. Es un nombre más común».
El primer trabajo de Osborne fue en el servicio nacional de Salud (NHS), registrando los nombres de las personas que habían fallecido en Londres. También trabajó por un tiempo en los grandes almacenes Selfridges. En un principio intentó empezar una carrera como periodista pero, después de pasar por alto una oferta en un periódico nacional, accedió a una vacante en las oficinas centrales del partido Conservador.
El patrimonio de Osborne se estima en más de cuatro millones de libras, además de ser el heredero del antiguo título de baronet irlandés y de una sustanciosa parte de Osborne & Little, el negocio textil de su padre.

## Carrera política
George Osborne entró en el departamento de Investigación del partido Conservador en 1994, donde se convirtió en director de la sección política. Entre 1995 y 1997 trabajó para el Ministerio de Agricultura, Pesca y Alimentación como consejero del entonces ministro Douglas Hogg, durante la crisis de las vacas locas, y en las oficinas del 10 de Downing Street. Entre 1997 y 2001 trabajó como secretario y redactor del entonces líder conservador William Hague, a quien ayudaba a preparar las sesiones semanales de preguntas al primer ministro, a menudo asumiendo el rol del entonces primer ministro Tony Blair en los ensayos. Osborne continuó formando parte del equipo conservador en las preguntas semanales al primer ministro bajo los liderazgos de partido de Michael Howard y David Cameron.

### Miembro del Parlamento
Fue nombrado miembro del Parlamento británico por el distrito electoral de Tatton en el condado de Cheshire en junio de 2001, después de haber trabajado como secretario político del entonces líder del partido Conservador, William Hague. En las elecciones de 2001 logró superar en votos al parlamentario independiente Martin Bell, que había vencido en 1997 en ese mismo distrito al controvertido ministro Conservador Neil Hamilton. Osborne consiguió 8.611 votos, convirtiéndose así por entonces en el parlamentario más joven de la cámara de los Comunes. En las elecciones de 2005 fue reelegido, alcanzando 11.731 votos, el 51'8% del electorado.

#### Gabinete en la sombra
En septiembre de 2004, Osborne fue nombrado por el gabinete en la sombra como Shadow Chief Secretary to the Treasury (adjunto al Shadow Chancellor of the Exchequer).
Después de las elecciones al Parlamento de 2005 fue nombrado Shadow Chancellor of the Exchequer con tan solo 33 años de edad, por el entonces líder Conservador Michael Howard. La designación de una persona tan joven para este cargo sorprendió a muchos; de hecho, Howard había pensado inicialmente en William Hague, quien rechazó este cargo. La prensa incluso habló de David Cameron como segunda opción, quien también rechazó el cargo por preferir encargarse de una cartera con mayor servicio público como era la de Shadow Education Secretary (miembro del gabinete en la sombra encargado de la Educación). Por lo tanto, Howard otpó por Osborne como su tercera opción para el cargo. David Cameron consiguió el liderato del Partido Conservador a finales de ese mismo año y mantuvo a Osborne, quien había sido además su director de campaña, como Shadow Chancellor of the Exchequer. 
Osborne había sido tanteado en el pasado como posible futuro líder de los Conservadores. Su estrecha amistad con David Cameron se ha equiparado con la relación habida entre Tony Blair y Gordon Brown en el partido Laborista hacia mediados de los noventa. Respondiendo sobre estas comparaciones en la London School of Economics en febrero de 2006, Osborne dijo que entre él y Cameron no había habido ningún acuerdo y ha negado repetidas veces que haya ambiciones personales más allá del cargo de responsable de Economía. Asimismo, preguntado si prescindiría o no de un amigo íntimo como Osborne, David Cameron contestó: Con George, la respuesta es sí. Él sigue ocupando el mismo cargo en mi gabinete, no porque seamos padrinos respectivamente de nuestros hijos, sino porque él es la persona idónea para este trabajo. Ambos sabemos que si en algún momento eso no fuese así, él no estaría ahí.
Financieramente, Osborne se ha mostrado a favor de una simplificación de impuestos, incluyendo la idea de la tasa impositiva fija. De hecho, creó en octubre de 2005 una comisión de reforma de impuestos para investigar como crear un sistema impositivo único y sencillo.
Entre 2006 y 2009, Osborne acudió a la famosa reunión anual del club Bilderberg, una reunión de gente influyente del mundo de las finanzas, la política y los negocios.

#### Críticas a Gordon Brown
Durante el debate de los Presupuestos Generales de 2005, George Osborne acusó a Gordon Brown, por entonces ministro de Economía, de estar "caducado" y de llevar a la ruina al Reino Unido. En una entrevista hecha esa misma semana, Osborne describió a Brown como "brutal" y "antipático". En 2006, Osborne fue reprendido por el Speaker de la cámara de los Comunes al dirigirse al ministro citando un comentario atribuido al secretario de Estado de Trabajo y Pensiones, John Hutton, en el que describía a Brown como un "maldito y horrible futuro Primer Ministro". Se cree ampliamente que lo que Osborne intento con sus palabras fue encabezar un duro ataque que permitiese al partido Conservador desacreditar a Gordon Brown sin dañar la imagen de David Cameron.

#### "Estirando" la libra
El 14 de noviembre de 2008, en una intervención calificada por el periodista de la BBC, Nick Robinson, como "muy brillante", George Osborne advirtió de que cuanto más deuda generase el gobierno de Gordon Brown, menos atractiva sería la libra. En concreto dijo: Corremos el riesgo, si el Gobierno no es precavido, de tener una seria crisis con la libra, se está "estirando" la libra (run on the pound). Para más tarde continuar diciendo: Como el (Gordon Borwn) sabe que probablemente no ganara las siguientes elecciones, su pensamiento es "los Tories arreglaran este desastre cuando me haya ido".

### El escándalo Deripraska
En octubre de 2008, el financiero Nat Rothschild destapo que George Osborne había intentado pedir una donación de 50.000 libras al magnate ruso del aluminio, Oleg Deripaska. La comisión Electoral recibió una queja formal del portavoz de asuntos nacionales del partido Liberal Demócrata inglés, Chris Huhne, para que investigase estas acusaciones. Al final, la comisión Electoral cerró el asunto alegando que no había descubierto ninguna prueba que inculpara a Osborne.

### Problemas con Hacienda
En 2009, George Osborne recibió críticas sobre la forma de gestionar sus gastos, al descubrirse cambios extraños a la hora de designar su segunda residencia con el fin de pagar menos impuestos. El partido Liberal Demócrata inglés estimó la deuda de Osborne con la Hacienda Pública inglesa por estas operaciones en 55.000 libras. Se descubrió además que Osborne había pagado 1.193 libras de más por su hipoteca y gastos de chofer. Por todo ello, Osborne está siendo investigado en la actualidad en una comisión parlamentaria creada al efecto.

## Evening Standard
El 17 de marzo de 2017, Osborne fue nombrado director del periódico londinense Evening Standard, un papel que comenzó a ejercer en mayo del mismo año. El propietario del medio, Evgeny Lebedev, dijo tras su nombramiento: «Con George, hemos designado a alguien de grandes logros políticos y de autoridad económica y cultural».

## Ideología política
El Financial Times ha definido a George Osborne como un «burgués socialmente liberal; un político duro en política internacional que entronca con los neoconservadores de Washington, y un  euroescéptico».